# Mats Ytter
Mats Ytter, född 23 juli 1963 i Stockholm, är en svensk före detta ishockeymålvakt som främst är känd för sina sju elitseriesäsonger i Västerås Hockey (tre säsonger i Djurgårdens IF).
Ytter är innehavare av rekordet för flest matcher i rad i VIK-tröjan med 294st (i Elitserien). Utsedd till elitseriens bästa målvakt säsongen 91/92. Ytter har även blivit utnämnd till årets ishockeyspelare i VIK vid 2 tillfällen. 
Mats Ytter vann SM-guld med Djurgårdens IF säsongen 1988/1989 och har även spelat proffshockey i Österrike (European Hockey League, Austrian Hockey League, Alpenliga)
Två år efter att ha lagt skydden på hyllan återvände Ytter till Rocklundahallen för att återigen spela för gulsvart. Han bidrog därmed till att klubben kunde avancera i seriesystemet.
Ytter är numera utbildad polis.

## Klubbar
- Stocksunds IF
- IF Vallentuna BK
- Djurgården Hockey
- Västerås Hockey
- Wiener EV/Vienna Capitals
- (Västerås Hockey)

## Meriter
- Elitserien SM-Silver 1984/85
- Elitserien SM-Guld 1988/89
- Elitserien Minst insläppta mål/match 1988/89
- Mest Värdefulle Spelare (MVP) 1989/90
- Elitseriens bästa räddningsprocent 1991/92
- Mest Värdefulle Spelare (MVP) 1991/92
- VLT:s pris för bäste spelare i VIK 1994/95
- Mest Värdefulle Spelare (MVP) 1996/97
- Erste Bank Bästa Räddningsprocent 1996/97
- Publikens Pris WEV/Vienna Capitals 1996/97